# 1533

## أحداث
- تأسيس مدينة ثيوداد جوثمان وتقع حاليا في المكسيك.

عين السلطان العثماني خير الدين (بربروسا) قائدًا عامًا (باش قبودان) للأسطول العثماني.

## مواليد
- ميشيل دي مونتين.
- وليام الكتوم.
- 7 سبتمبر - ملكة بريطانيا اليزابيث الأولى ابنة الملك هنري الثاني.

## وفيات
- ماري تيدور ملكة فرنسا.
- الفيلسوف الفرنسي بيتر جيليس.